# John Cheever Cowdin
John Cheever Cowdin (oft: J. Cheever Cowdin; * 1889; † 16. September 1960 in New York City) war ein US-amerikanischer Bankier, der neben zahlreichen anderen Unternehmen u. a. der New Yorker Standard Capital Corporation und den Ideal Chemicals vorstand.

## Leben
Cowdin war das dritte Kind des wohlhabenden Kaufmanns John Elliot Cowdin und von Gertrude Cheever. Er verließ die Preparatory School mit 18 Jahren ohne darauffolgendes Studium, um als Bankangestellter bei J. P. Morgan & Co. zu arbeiten. In den 1920er Jahren machte er sich einen Namen als Polospieler. In den frühen 1930er Jahren galt er, gemeinsam mit George Newell Armsby, als einer der führenden Financiers der amerikanischen Luftfahrt.
Cowdins Standard Capital war Teil der Finanzierungsgruppe, die 1936 Kontrolle über das bis dahin von Carl Laemmle geführte Filmproduktionsunternehmen Universal Studios gewann. Dort war Cowdin bis 1949 Vorsitzender des Board of Directors. In dieser Funktion verschaffte er u. a. Elizabeth Taylor ihre erste Filmrolle (1941).
Seit 1929 war Cowdin mit Katherine McCutcheon, und später mit Andrea Cowdin verheiratet.

## Veröffentlichungen von Cowdin
- A program of war financing: statement to the Ways and Means Committee of the House of Representatives, 1942
- Post-war federal revenue requirements and fiscal policy, 1944